# Porsche Boxster
El Porsche Boxster és un automòbil esportiu produït pel fabricant alemany Porsche des de l'any 1996. A diferència dels altres descapotables de Porsche, aquest no va ser desenvolupat sobre la base d'un cupè. El Boxster va ser el model més venut de la marca, fins al llançament del tot-terreny Porsche Cayenne en l'any 2002. Els seus principals rivals són els alemanys Audi TT, BMW Z3 i Z4 i la classe SLK de Mercedes-Benz, i els japonesos Profunda S2000 i Mazda MX-5.
És un dues places amb motor central darrere longitudinal i tracció del darrere. Per primera vegada en un Porsche amb motor del darrere, el Boxster té motor refrigerat per aigua i no per aire. Ambdues generacions tenen dues versions anomenades "Boxster" i "Boxster S". Existeixen amb caixes del canvi automàtica de cinc marxes, i manual de cinc ("Boxster") o sis marxes ("Boxster S").
El Boxster va començar a ser fabricat a Stuttgart, Alemanya, i després a Uusikaupunki, a Finlàndia. El nom Boxster és una combinació de les paraules "boxer" i "roadster", referint-se al motor boxer i als descapotables de dues places.

## Versions i motoritzacions

### Boxster (projecte 986)
Primera generació, fabricat des del 1996 fins al 2004

### Boxster (projecte 987)
Segona generació, fabricat des del 2004 fins al 2012

### Boxster (projecte 981)
Tercera generació, fabricat des del 2012 fins al 2016

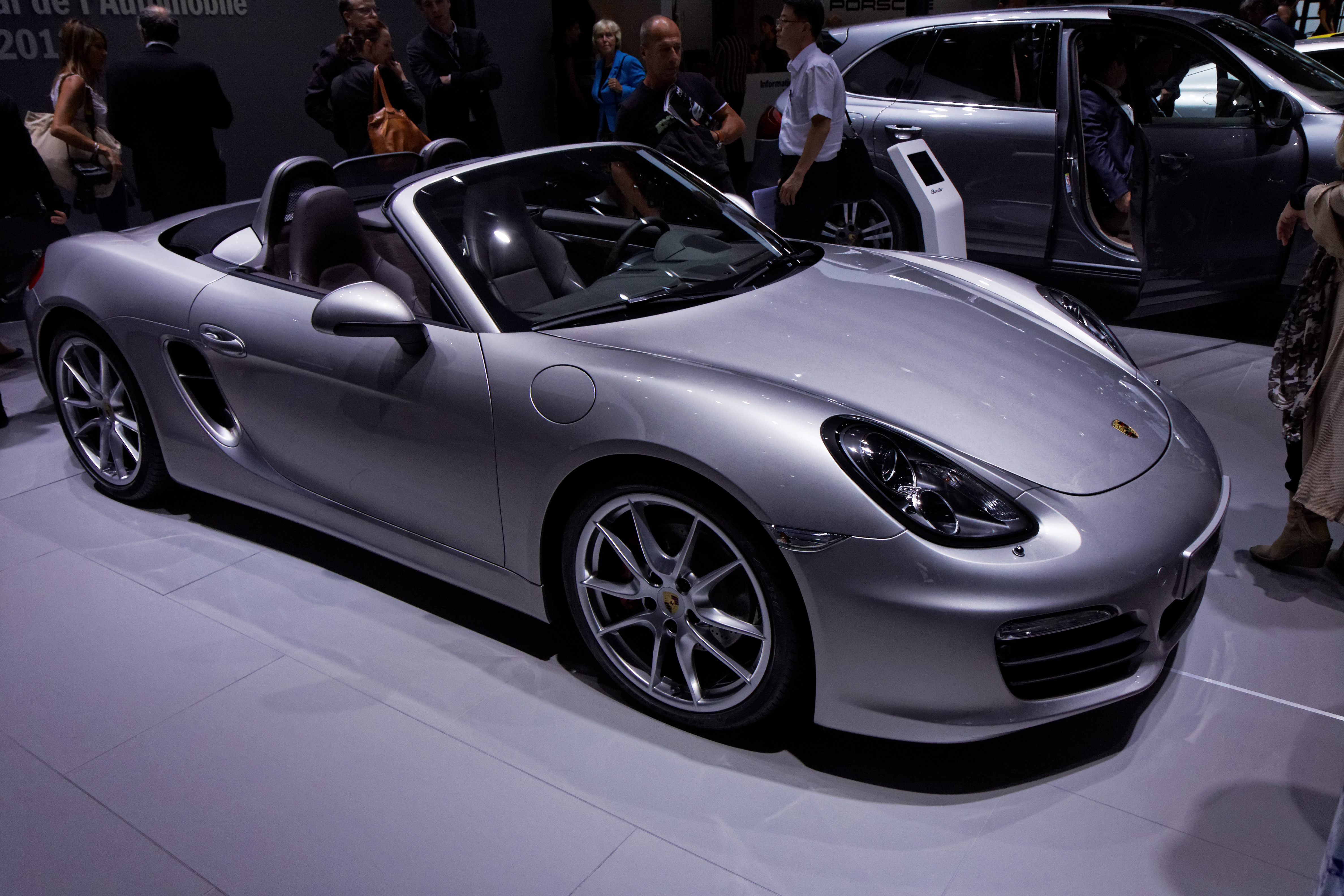
Porsche - Boxster - Mondial de l'Automobile de Paris 2012 - 203

### 718-Boxster (projecte 982)
Cuarta generació, fabricat a partir del 2016
Estèticament es tracta d'una rentada de cara del boxter 981, però mecànicament, és on es troben els canvis radicals.
Porsche torna als 4 cilindres, perquè el nou Boxster munta un motor boxer turbo, de dos litres de clindrada, donant una potència de 300cv.
La versió S munta un 2,5 litres turbo, també de quatre cilindres, i potència màxima de 350cv.